# Ptychostomella lepidota
Ptychostomella lepidota is een buikharige uit de familie Thaumastodermatidae. Het dier komt uit het geslacht Ptychostomella. Ptychostomella lepidota werd in 2000 voor het eerst wetenschappelijk beschreven door Clausen. 